# Хшан (Великопольське воєводство)
Хшан (пол. Chrzan, нім. Roggenfeld) — село в Польщі, у гміні Жеркув Яроцинського повіту Великопольського воєводства.
Населення — 1059 осіб (2011).
У 1975-1998 роках село належало до Каліського воєводства.

## Демографія
Демографічна структура станом на 31 березня 2011 року:
|          | Загалом | Допрацездатний вік | Працездатний вік | Постпрацездатний вік |
| -------- | ------- | ------------------ | ---------------- | -------------------- |
| Чоловіки | 542     | 140                | 343              | 59                   |
| Жінки    | 517     | 120                | 281              | 116                  |
| Разом    | 1059    | 260                | 624              | 175                  |